# Obsessed (песня Мэрайи Кэри)
«Obsessed» — песня, написанная американской певицей Мэрайей Кэри, Кристофером «Tricky» Стюартом и Териусом «The-Dream» Нэшем для двенадцатого студийного альбома Мэрайи, Memoirs of an Imperfect Angel. Премьера песни состоялась на радиостанциях США 16 июня 2009. «Obsessed» был издан ведущим синглом нового альбома, который вышел в продажу 29 сентября 2009.
Сингл дебютировал на 11 месте чарта Billboard Hot 100, став лучшим дебютом в карьере певицы со времён 1998 года, и поднялся до седьмой строчки чарта. Также существует официальный ремикс, записанный при участии рэпера Gucci Mane, для тринадцатого студийного / второго альбома ремиксов — Angels Advocate.

## Выпуск сингла
9 июня 2009 года Мэрайя сообщила в Twitter о том, что первым синглом нового альбома Memoirs станет песня «Obsessed», которая появится на радиостанциях во вторник 16 июня; также она сказала, что «Это одна из [её] любимых песен».

## Исполнение и продвижение
- Впервые песня «Obsessed» была исполнена 5 августа 2009 года на «America’s Got Talent».
- Мэрайя начинала свои концерты Live at The Pearl в Лас-Вегасе 11 и 12 сентября, а также 9 и 10 октября 2009 года.[3]
- 2 октября 2009 года Мэрайя исполнила песню для утренней передачи The Today Show.
- Певица исполнила песню для передачи Lopez Tonight, так же как и песню «It’s A Wrap» из нового альбома.

## Позиции в чартах
| Страна (2009)                                              | Место |
| ---------------------------------------------------------- | ----- |
| Австралия                                                  | 13    |
| Бельгия (Фламандский округ)                                | 14    |
| Бельгия (Валлонский округ)                                 | 20    |
| Канада                                                     | 15    |
| Чехия                                                      | 11    |
| Нидерланды                                                 | 61    |
| Европейский чарт                                           | 28    |
| Франция                                                    | 8     |
| Италия                                                     | 6     |
| Япония                                                     | 16    |
| Новая Зеландия                                             | 21    |
| Словакия                                                   | 37    |
| Швейцария                                                  | 67    |
| Великобритания Singles Chart                               | 52    |
| Великобритания Urban Chart - Remix, при участии Gucci Mane | 15    |
| США Billboard Hot 100                                      | 7     |
| США Hot Dance Club Songs                                   | 1     |
| США Hot R&B/Hip-Hop Songs                                  | 12    |

## Хронология релиза
| Страна            | Дата                 | Формат              | Лейбл             |
| ----------------- | -------------------- | ------------------- | ----------------- |
| Соединённые Штаты | 16 июня 2009         | Современный урбан   | Island Records    |
| Соединённые Штаты | 6 июля 2009          | Цифровые загрузки   | Island Records    |
| Соединённые Штаты | 21 июля 2009 (Remix) | Цифровые загрузки   | Island Records    |
| Соединённые Штаты | 27 июля 2009         | Лучшие Топ 40 Радио | Island Records    |
| Соединённые Штаты | 11 августа 2009      | CD-сингл            | Island Records    |
| Соединённые Штаты | 25 августа 2009      | Виниловая пластинка | Island Records    |
| Италия            | 19 июня 2009         | Радио               | Universal Music   |
| Мировые продажи   | 6 июля 2009          | Цифровые загрузки   | Island, Universal |
| Франция           | 21 сентября 2009     | CD-сингл            | Universal         |